# Tamara Zidanšek
Tamara Zidanšek (* 26. Dezember 1997 in Postojna) ist eine slowenische Tennisspielerin.

## Karriere
Zidanšek, die mit acht Jahren das Tennisspielen begann, hat als Juniorin vor allem im Doppel schon große Erfolge verbuchen können. 2015 gewann sie an der Seite von Pranjala Yadlapalli die Doppelkonkurrenz beim renommierten Orange Bowl sowie Einzel- und Doppeltitel beim Mundial Juvenil de Tenis. Bereits ein Jahr zuvor sammelte sie erste Erfahrungen auf dem ITF Women’s Circuit, wo sie noch in derselben Saison ihren ersten Profititel gewinnen konnte.
In der darauffolgenden Saison konnte Zidanšek insgesamt fünf ITF-Titel, allesamt auf Sandplatz, gewinnen, darunter auch ihr erster Erfolg bei einem Turnier der $25.000-Kategorie in Dobritsch. Vier weitere folgten 2016, wobei sie in Pune auch erstmals auf Hartplatz siegte. Aufgrund ihrer verbesserten Platzierung in der Weltrangliste, durfte sie bei den Australian Open 2017 zum ersten Mal in der Qualifikation starten, verlor jedoch, ebenso wie bei den French Open und den US Open schon in der ersten Runde. Auf der ITF-Tour konnte sie in Bendigo ihren ersten Triumph bei einem Turnier der $60.000-Kategorie landen und erreichte die Woche darauf in Toyota ihr bislang größtes Finale, in dem sie Mihaela Buzărnescu unterlag.
Nach drei weiteren ITF-Titeln Anfang 2018 gelang Zidanšek bei ihrem Debüt auf der WTA Tour in Rabat aus der Qualifikation heraus gegen Magda Linette der erste Sieg im Hauptfeld und damit der Einzug in die Top 100 der Weltrangliste. Auf der WTA Challenger Series konnte sie anschließend in Bol, nach einem weiteren Erfolg über Linette im Finale, ihren ersten großen Titel erringen. In Moskau erreichte sie dann ihr erstes WTA-Halbfinale, in dem sie gegen Anastassija Potapowa im entscheidenden dritten Satz aufgeben musste. Nach zuvor sechs verpassten Qualifikationen, stand sie in New York erstmals im Hauptfeld eines Grand-Slam-Turniers, war dort allerdings gegen Kristina Mladenovic chancenlos. Danach konnte sie Taschkent bei ihrer ersten WTA-Finalteilnahme im Doppel an der Seite von Olga Danilović ihren ersten Titel erringen. Aufgrund konstanter Leistungen konnte sie Saison 2018 erstmals in ihrer Karriere in den Top 100 der Welt beenden.
In Melbourne meisterte Zidanšek nach einem Sieg über Daria Gavrilova im Folgejahr erstmals die Auftaktrunde, bevor sie in Runde zwei gegen die spätere Siegerin Naomi Ōsaka glatt verlor. Danach stand sie in Hua Hin zum ersten Mal im Halbfinale eines WTA-Turniers auf Hartplatz und erreichte in Nürnberg sogar ihr erstes WTA-Endspiel, in dem sie Julija Putinzewa in drei Sätzen unterlag. Im Anschluss konnte sie ihren Titel in Bol durch einen Zweisatzerfolg im Endspiel gegen Sara Sorribes Tormo verteidigen und erzielte im Juli mit Rang 56 ihre bislang beste Weltranglistenplatzierung, nachdem sie auch in Wimbledon erstmals die Auftaktrunde überstand. Im weiteren Jahresverlauf ließen ihre Ergebnisse deutlich nach und sie konnte bis zum Saisonende nur noch eine weitere Partie im Hauptfeld eines WTA-Turniers gewinnen. Trotzdem schloss sie auch dieses Jahr souverän in den Top 100 der Welt ab.     
Im Jahr 2017 spielte Zidanšek erstmals für die slowenische Billie-Jean-King-Cup-Mannschaft; ihre Billie-Jean-King-Cup-Bilanz weist bislang 12 Siege bei 11 Niederlagen aus.

## Turniersiege

### Einzel
| Nr. | Datum              | Turnier                  | Kategorie      | Belag     | Finalgegnerin            | Ergebnis       |
| --- | ------------------ | ------------------------ | -------------- | --------- | ------------------------ | -------------- |
| 1.  | 24. Mai 2014       | Velenje                  | ITF $10.000    | Sand      | Barbara Haas             | 4:6, 6:2, 6:3  |
| 2.  | 14. Juni 2015      | Banja Luka               | ITF $10.000    | Sand      | Marina Kačar             | 6:4, 2:6, 7:5  |
| 3.  | 28. Juni 2015      | Telawi                   | ITF $10.000    | Sand      | Sadafmoch Tolibowa       | 6:4, 6:1       |
| 4.  | 5. Juli 2015       | Telawi                   | ITF $10.000    | Sand      | Szabina Szlavikovics     | 6:3, 6:3       |
| 5.  | 16. August 2015    | Arad                     | ITF $10.000    | Sand      | Chantal Škamlová         | 6:1, 6:3       |
| 6.  | 20. September 2015 | Dobritsch                | ITF $25.000    | Sand      | Polina Leikina           | 6:3, 6:2       |
| 7.  | 17. April 2016     | Hammamet                 | ITF $10.000    | Sand      | Alice Bacquié            | 6:1, 6:0       |
| 8.  | 15. Mai 2016       | Győr                     | ITF $25.000    | Sand      | Jekaterina Alexandrowa   | 6:4, 6:4       |
| 9.  | 4. Juni 2016       | Hódmezővásárhely         | ITF $25.000    | Sand      | Karolína Muchová         | 4:6, 6:2, 6:4  |
| 10. | 4. Dezember 2016   | Santiago                 | ITF $25.000    | Sand      | Paula Cristina Gonçalves | 6:1, 6:4       |
| 11. | 17. Dezember 2016  | Pune                     | ITF $25.000    | Hartplatz | Polina Monowa            | 6:4, 6:2       |
| 12. | 1. Oktober 2017    | Santa Margherita di Pula | ITF $25.000    | Sand      | Tereza Mrdeža            | 7:64, 7:5      |
| 13. | 12. November 2017  | Bendigo                  | ITF $60.000    | Hartplatz | Olivia Rogowska          | 5:7, 6:1, 6:0  |
| 14. | 25. Februar 2018   | Curitiba                 | ITF $25.000    | Sand      | Fiona Ferro              | 7:5, 6:4       |
| 15. | 8. April 2018      | Santa Margherita di Pula | ITF $25.000    | Sand      | Anastasia Grymalska      | 6:3, 6:1       |
| 16. | 15. April 2018     | Santa Margherita di Pula | ITF $25.000    | Sand      | Myrtille Georges         | 6:1, 7:64      |
| 17. | 10. Juni 2018      | Bol                      | WTA Challenger | Sand      | Magda Linette            | 6:1, 6:3       |
| 18. | 1. Dezember 2018   | Pune                     | ITF $25.000    | Hartplatz | Karman Kaur Thandi       | 6:3, 6:4       |
| 19. | 9. Juni 2019       | Bol                      | WTA Challenger | Sand      | Sara Sorribes Tormo      | 7:5, 7:5       |
| 20. | 18. Juli 2021      | Lausanne                 | WTA 250        | Sand      | Clara Burel              | 4:6, 7:65, 6:1 |
| 21. | 10. September 2023 | Bari                     | WTA Challenger | Sand      | Rebecca Šramková         | 3:6, 7:5, 6:1  |
| 22. | 6. Juli 2025       | Bukarest                 | ITF W75        | Sand      | Nuria Brancaccio         | 6:1, 7:5       |

### Doppel
| Nr. | Datum              | Turnier                  | Kategorie         | Belag             | Partnerin             | Finalgegnerinnen                          | Ergebnis          |
| --- | ------------------ | ------------------------ | ----------------- | ----------------- | --------------------- | ----------------------------------------- | ----------------- |
| 1.  | 24. April 2015     | Bol                      | ITF $10.000       | Sand              | Pia Čuk               | Natalija Šipek Eva Zagorac                | 6:1, 6:1          |
| 2.  | 7. August 2015     | Tarvisio                 | ITF $10.000       | Sand              | Pia Čuk               | Biorgia Marchetti Maria Masini            | 6:1, 6:4          |
| 3.  | 7. Oktober 2016    | Santa Margherita di Pula | ITF $25.000       | Sand              | Jil Teichmann         | Claudia Giovine Camilla Rosatello         | 6:2, 6:4          |
| 4.  | 3. Dezember 2016   | Santiago                 | ITF $25.000       | Sand              | Guadalupe Pérez Rojas | Usue Maitane Arconada Georgia Brescia     | 6:3, 7:65         |
| 5.  | 30. September 2018 | Taschkent                | WTA International | Hartplatz         | Olga Danilović        | Irina-Camelia Begu Raluca Olaru           | 7:5, 6:3          |
| 6.  | 9. August 2020     | Palermo                  | WTA International | Sand              | Arantxa Rus           | Elisabetta Cocciaretto Martina Trevisan   | 7:5, 7:5          |
| 7.  | 15. November 2020  | Linz                     | WTA International | Hartplatz (Halle) | Arantxa Rus           | Lucie Hradecká Kateřina Siniaková         | 6:3, 6:4          |
| 8.  | 12. Juni 2022      | ’s-Hertogenbosch         | WTA 250           | Rasen             | Ellen Perez           | Weronika Kudermetowa Elise Mertens        | 6:3, 5:7, [12:10] |
| 9.  | 30. März 2024      | San Luis Potosí          | WTA Challenger    | Sand              | Anna Bondár           | Laura Pigossi Katarzyna Piter             | Walkover          |
| 10. | 11. Mai 2024       | Trnava                   | ITF W75           | Sand              | Veronika Erjavec      | Dalila Jakupović Sabrina Santamaria       | 6:4, 6:4          |
| 11. | 17. August 2024    | Cary                     | ITF W100          | Hartplatz         | Céline Naef           | Oksana Kalaschnikowa Iryna Schymanowitsch | 4:6, 6:3, [11:9]  |

## Abschneiden bei Grand-Slam-Turnieren

### Einzel
| Turnier         | 2017 | 2018 | 2019 | 2020 | 2021 | 2022 | 2023 | 2024 | 2025 | Karriere |
| --------------- | ---- | ---- | ---- | ---- | ---- | ---- | ---- | ---- | ---- | -------- |
| Australian Open | Q1   | Q2   | 2    | 2    | 1    | 3    | 1    | 1    | 1    | 3        |
| French Open     | Q1   | Q2   | 1    | 1    | HF   | 3    | 1    | 2    | Q2   | HF       |
| Wimbledon       | Q1   | Q3   | 2    |      | 1    | 1    | Q2   | Q2   | Q1   | 2        |
| US Open         | —    | 1    | 1    | —    | 2    | 1    | Q3   | Q1   |      | 2        |

Zeichenerklärung: S = Turniersieg; F, HF, VF, AF = Einzug ins Finale / Halbfinale / Viertelfinale / Achtelfinale; 1, 2, 3 = Ausscheiden in der 1. / 2. / 3. Hauptrunde; Q1, Q2, Q3 = Ausscheiden in der 1. / 2. / 3. Qualifikationsrunde; nicht ausgetragen

### Doppel
| Turnier         | 2019 | 2020 | 2021 | 2022 | 2023 | Karriere |
| --------------- | ---- | ---- | ---- | ---- | ---- | -------- |
| Australian Open | —    | 1    | 2    | 2    | 1    | 2        |
| French Open     | 1    | 2    | 2    | 2    | 1    | 2        |
| Wimbledon       | 2    |      | 2    | 1    | —    | 2        |
| US Open         | 1    | —    | 1    | 1    | —    | 1        |